# 瓦爾堡戰役
瓦爾堡戰役（德語：Schlacht bei Warburg）发生于1760年7月31日，是七年战争期间的一場戰役。這場戰鬥是漢諾威人和英國人對抗規模稍大的法國軍隊的勝利。這場胜利意味著英德盟友通過阻止渡過迪梅爾河成功地保衛了威斯特伐利亞不受法國人的侵擾，但被迫放棄了南部的黑森-卡塞爾盟國。卡塞爾要塞最終倒塌，並一直掌握在法國人手中，直到戰爭的最後幾個月，1762年底才最終被英德盟友奪回。